# 北の桜守

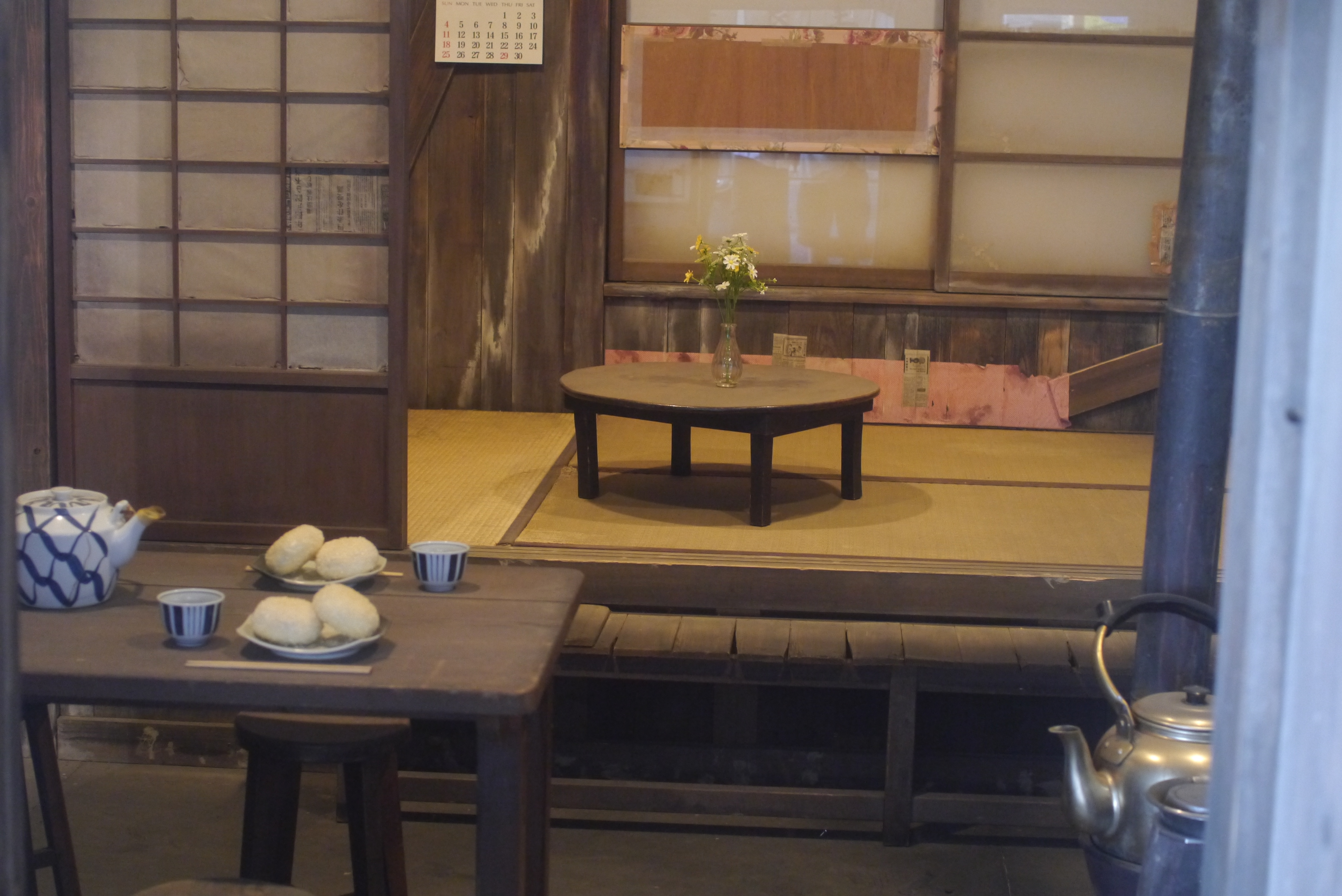
道の駅流氷街道網走にある撮影セットの一部

『北の桜守』（きたのさくらもり）は、2018年3月10日に公開された日本映画。配給は東映。監督は滝田洋二郎、主演は吉永小百合。
『北の零年』（2005年）、『北のカナリアたち』（2012年）に続く「北の三部作」の最終章。吉永小百合は本作が120本目の映画出演作となる。

## キャスト
- 江蓮てつ[5]：吉永小百合
- 江蓮修二郎：堺雅人
- 江蓮真理：篠原涼子
- 山岡和夫：岸部一徳
- 島田光江：高島礼子
- 三田医師：永島敏行
- 居酒屋たぬきの主人：笑福亭鶴瓶
- 岡部大吉：中村雅俊
- 杉本久：安田顕
- 木村学：野間口徹
- 岩木：毎熊克哉
- 江蓮修二郎（幼少期） : 土屋慶太
- 江蓮清太郎 : 阪本颯希
- 菅原大吉
- 螢雪次朗
- 大出俊
- 江蓮徳次郎：阿部寛
- 菅原信治：佐藤浩市

## スタッフ
- 監督：滝田洋二郎
- 脚本：那須真知子
- 舞台演出：ケラリーノ・サンドロヴィッチ
- 撮影監督：浜田毅
- 音楽：小椋佳、星勝、海田庄吾
- 主題歌：「花、闌の時」（作詞・作曲：小椋佳　編曲：星勝　歌：吉永小百合 / 阿部寛 / 北の桜守隊）[6]
- オリジナルサウンドトラック：アップフロントワークス
- コーラス：Horiuchi Kohei（99RadioService）、仙石みなみ、田﨑あさひ、長谷川萌美（Bitter & Sweet）
- 製作総指揮：早河洋、岡田裕介
- 企画：多田憲之、角南源五、木下直哉
- 製作：戸田裕一、大森壽郎、高木勝裕、間宮登良松、脇坂聰史、原口宰、山口寿一、渡辺雅隆、樋泉実、横井正彦、和氣靖、広瀬兼三、吉村和文、北澤晴樹、伊藤裕章、佐藤吉雄、桒原美樹
- ゼネラルプロデューサー：亀山慶二
- エグゼクティブプロデューサー：村松秀信、西新
- シニアプロデューサー：佐々木基、須藤泰司
- プロデューサー：冨永理生子
- 舞台プロデューサー：北村明子
- アソシエイトプロデューサー：高橋一平
- キャスティングプロデューサー：福岡康裕
- 音楽プロデューサー：津島玄一
- 照明：高屋齋
- 美術：部谷京子
- 録音：小野寺修
- VFXスーパーバイザー：野口光一
- 特撮：佛田洋
- 助監督：足立公良
- 美術補佐：小林久之
- 装飾：柳澤武
- 衣装デザイン：宮本茉莉
- ヘアーメイク：田中マリ子
- 編集：李英美
- スプリクター：森直子
- 制作担当：道上巧矢
- ラインプロデューサー：石川貴博、山下秀治
- 製作統括：木次谷良助
- 宣伝協力：宝酒造、ローソン
- 協賛：ANA
- 協力：稚内市、網走市、スターツコーポレーション、伊藤園、ニトリ、アイングループ
- 特別協力：JR東日本、JR北海道
- 配給：東映
- 製作プロダクション：東映東京撮影所
- 製作：「北の桜守」製作委員会（東映、テレビ朝日、木下グループ、東映アニメーション、博報堂、博報堂DYミュージック&ピクチャーズ、東映ビデオ、朝日放送、ジェイアール東日本企画、朝日新聞社、読売新聞社、北海道テレビ放送、メ〜テレ、九州朝日放送、北海道新聞社、イノベーションデザイン、静岡朝日テレビ、広島ホームテレビ、東日本放送、新潟テレビ21）

## 受賞歴
- 第42回日本アカデミー賞[7]
  - 優秀作品賞
  - 優秀監督賞 - 滝田洋二郎
  - 優秀脚本賞 - 那須真知子
  - 優秀主演女優賞 - 吉永小百合
  - 優秀助演女優賞 - 篠原涼子
  - 優秀助演男優賞 - 岸部一徳
  - 優秀音楽賞 - 小椋佳、星勝、海田庄吾
  - 優秀撮影賞 - 浜田毅
  - 優秀照明賞 - 高屋齋
  - 優秀美術賞 - 部谷京子
  - 優秀録音賞 - 小野寺修
  - 優秀編集賞 - 李英美
- VFX-JAPANアワード 2019[8]
  - 劇場公開実写映画部門 優秀賞